# My Own Summer (Shove It)
My Own Summer (Shove It) (englisch etwa für „Mein eigener Sommer (Schieb es)“) ist ein Lied der US-amerikanischen Alternative-Metal-Band Deftones. Der Song ist die erste Singleauskopplung ihres zweiten Studioalbums Around the Fur und wurde am 22. Dezember 1997 veröffentlicht.

## Inhalt
My Own Summer (Shove It) handelt laut Deftones-Sänger Chino Moreno von seinem Kampf, nach nächtlichen Aufnahmesessions tagsüber einzuschlafen, wobei er vor allem durch die Sonne gestört wurde. Im Song wünscht er sich eine Welt ohne Sonne und ohne Leute auf den Straßen, ähnlich wie nach einer Apokalypse.

“(The sun) Shove it! Shove it! Shove it!

(Aside) Shove it aside!

I think God is moving its tongue

There’s no crowds in the street and no sun

In my own summer”

## Produktion
Der Song wurde von den Deftones selbst, in Zusammenarbeit mit dem US-amerikanischen Musikproduzenten Terry Date, produziert. Die Deftones fungierten ebenfalls als Autoren des Liedes.

## Musikvideo
Bei dem zu My Own Summer (Shove It) gedrehten Musikvideo führte der US-amerikanische Regisseur Dean Karr Regie. Es verzeichnet auf YouTube über 27 Millionen Aufrufe (Stand Mai 2021).
Zu Beginn des Videos wird ein Käfig, gefüllt mit Fleischresten, aus denen Blut strömt, ins Meer gelassen. Hierdurch werden Haie angelockt, die sich dem Käfig nähern. Währenddessen spielen die Deftones den Song und stehen dabei auf weiteren Käfigen, die an der Wasseroberfläche treiben. Schließlich wird auch ein totes Schwein ins Meer geworfen, das von einem Hai gefressen wird. Am Ende springt Frontmann Chino Moreno selbst ins Wasser.

## Single
Die Single wurde in zwei verschiedenen Versionen mit unterschiedlichen Livesongs als B-Seiten veröffentlicht.

### Covergestaltung
Das Singlecover der ersten Version zeigt ein Mikrofon auf einem Mikrofonständer. Im Vordergrund befinden sich der schwarze Schriftzug deftones sowie ein goldener Stern und darunter der Titel my own summer (shove it) in Türkis. Das Cover der zweiten Version zeigt dasselbe Motiv, jedoch als Negativ. Hierbei ist der deftones-Schriftzug weiß und der Hintergrund schwarz.

### Titelliste
Version 1
1. My Own Summer (Shove It) – 3:35
2. Lotion (live) – 3:54
3. Fireal – Swords (live) – 6:23
4. Bored (live) – 5:16

Version 2
1. My Own Summer (Shove It) – 3:35
2. Root (live) – 4:35
3. Nosebleed (live) – 4:22
4. Lifter (live) – 4:49

## Kommerzieller Erfolg

### Chartplatzierungen
My Own Summer (Shove It) stieg am 21. März 1998 auf Platz 29 in die britischen Singlecharts ein und belegte in der folgenden Woche Rang 59, bevor es die Top 100 verließ. Damit ist es der erste Charterfolg der Deftones.
| ChartsChartplatzierungen     | Höchstplatzierung | Wochen |
| ---------------------------- | ----------------- | ------ |
| Vereinigtes Königreich (OCC) | 29 (2 Wo.)        | 2      |

### Auszeichnungen für Musikverkäufe
| Land/Region                  | Auszeichnungen für Musikverkäufe (Land/Region, Auszeichnung, Verkäufe) | Verkäufe  |
| ---------------------------- | ---------------------------------------------------------------------- | --------- |
| Vereinigte Staaten (RIAA)    | 2× Platin                                                              | 2.000.000 |
| Vereinigtes Königreich (BPI) | Gold                                                                   | 400.000   |
| Insgesamt                    | 1× Gold · 2× Platin ·                                                  | 2.400.000 |